# Amorroma
Amorroma is een Belgisch muziekduo dat nieuw geschreven muziek speelt, geïnspireerd door traditionele Europese dansmuziek/volksmuziek met invloeden uit de oude muziek, barokmuziek, het chanson en folk.

## Geschiedenis
Amorroma is in het jaar 2000 opgericht door Jowan Merckx (1961) blokfluitist, doedelzakspeler (cornemuse du centre/doedelzakken uit centraal Frankrijk), zanger en componist. De muziek van Amorroma is gebaseerd op de melodieën die door Jowan Merckx worden gecomponeerd. Amorroma speelt vanaf de derde bezetting met harpiste Sarah Ridy (1981) barokharp. Zij begeleidt hem met een melodieuze en zeer ritmische improvisatie. Met haar vormt Jowan Merckx de vaste kern van Amorroma en is Jowan Merckx voornamelijk blokfluit gaan spelen.
In de eerste bezetting speelde Amorroma als quartet en speelde Jowan Merckx met Gwenaël Micault bandoneon, Bert van Reeth gitaar, bouzouki en Vincent Noiret contrabas. Met hen en met meerdere bevriende muzikanten is de cd Op Voyage opgenomen. Na het vertrek van Gwenaël Micault werd Amorroma in de tweede bezetting een quintet en speelden Rheidun Schlesinger harp en Dirk Naessens viool mee. Met hen zijn de cd's Carduelis en Balance opgenomen. In de eerste en tweede bezettingen bestond het repertoire alleen uit instrumentale muziek geïnspireerd op Oost- en West-Europese traditionele muziek en speelt Jowan Merckx de melodie even vaak op de blokfluit als op de doedelzak. Bert van Reeth heeft veel arrangementen gemaakt voor de muziek van Amorroma, welke te beluisteren zijn op de cd's Op Voyage, Carduelis en Balance.
In de derde bezetting werd Amorroma een quartet en is Jowan Merckx gaan samenspelen met Sarah Ridy harp, Elly Aerden zang en Vincent Noiret die vanaf het begin met Amorroma mee speelt. Zij hebben de cd Là-bas dans ces Vallons opgenomen. Met Elly Aerden alsook met Jowan Merckx werd het repertoire uitgebreid met liederen, waarvoor Jowan Merckx poëzie schrijft of oude Franse gedichten gebruikt. In de vierde bezetting speelden mee Maarten Decombel gitaar/mandola, Toon van Mierlo doedelzak, uilleann pipes saxofoon, accordeon, bombarde, Tristan Driessens oed en Luc Pilartz viool. Met hen is de cd Carrousel opgenomen.
In de vijfde bezetting is Amorroma Quartet gaan samenwerken met contratenor Vincent Grégoire en bestaat het repertoire voornamelijk uit Wallonische traditionele liederen aangevuld met instrumentale muziek. Vincent Grégoire heeft de traditionele liederen opgetekend uit de mond van ouderen. Deze zijn muzikaal bewerkt in de stijl van Amorroma, waarin Jowan Merckx op de blokfluit meespeelt als derde stem. In de zesde bezetting speelt Amorroma louter als duo harp/blokfluit en is de muziek geïnspireerd op de Vlaams-Brabantse volksdansmuziek van de 19e eeuw.
Vanaf de derde bezetting is Jowan Merckx met Amorroma een andere weg ingeslagen. Van folkband is Amoroma steeds meer gaan groeien naar een ensemble en heeft de muziek meer invloed van traditionele muziek, oude muziek en chansons gekregen.
De naam Amorroma is een samenvoeging van de woorden Amor en Roma, die voor de Katharen twee tegengestelde begrippen waren. Deze begrippen geven voor de muzikanten het spanningsveld weer van het leven, dat voor de mens bestaat uit zoveel gevoelens: "verlangend - tevreden, nostalgisch - vooruitdenkend, mijmerend - dansend, intimistisch - uitbundig, lijdend - genietend, zacht - hard, Dorisch - Ionisch,... zoals het leven zelf...".
Inmiddels is er sprake van een zesde bezetting, waarin AmorromA weer terug pakt naar de Balfolk muziek. AmorromA speelde op 26 mei 2017 in Diest op het Dafodil festival. Ze speelden in de volgende bezetting: Jowan Derckx (fluiten), Bert Van Reeth (gitaar) en Vincent Noiret (contrabas).

## Opleiding en carrières
Jowan Merckx studeerde op latere leeftijd blokfluit aan het Lemmensinstituut te Leuven en behaalde zijn diploma in 1996. In het jaar 2000 richtte hij de folkgroep Amorroma op. Hiervoor werkte hij samen met folk- en wereldmuziekgroepen als Wannes van de Velde, Ialma en Laïs en ook bij muziektheaterproducties 't Muziek Lod en Les Ballets C de la B. Hij speelt ook bij het oudemuziekensemble Zefiro Torna.
Sarah Ridy studeerde pedaalharp aan het Royal Northern College of Music in Engeland en behaalde haar diploma in 2003. Vervolgens studeerde zij barokharp aan het Koninklijk Conservatorium te Den Haag en behaalde zij haar diploma in 2006. In 2009 behaalde zij haar mastergraad Oude Muziek. Ridy gaf met meerdere oudemuziekensembles concerten, zoals als Ensemble l'Arpeggiata en Zefiro Torna en ensembles die deelnamen aan Festival Oude Muziek Utrecht. Ook werkte zij mee aan Cavalli's opera Ercole amante in Frankrijk en Caccini's Euridice in België. Zij is muzikant bij meerdere oudemuziekensembles: Scherzi Musicali, La Novella, Lacrime Amorose, l'Arpeggiata en Me la Amargates Tu.

## Groepsleden Amorroma
- Jowan Merckx: blokfluiten, doedelzakken, zang, percussie
- Sarah Ridy: harp
- Vincent Noiret: contrabas
- Elly Aerden: zang

## Les Tisserands
Het concertprogramma "Les Tisserands" is een samenwerking met Amorroma, oudemuziekensemble Zefiro Torna en drie muzikanten van jazzformatie Traces. De muziek bestaat uit nieuwe instrumentale nummers die zijn gecomponeerd door Jowan Merckx, en nieuwe melodieën op middeleeuwse teksten, gecomponeerd en gezongen door Els Van Laethem.
De muziek van Les Tisserands is een eigentijdse muziekprogramma geïnspireerd op de Katharen. De Katharen probeerden te leven zonder dogma's met inachtneming van hoge menselijke waarden en noublesse de coeur.
In de muziek zijn invloeden van renaissance, barok, jazz en volksmuziek te horen.

## Groepsleden Les Tisserands
Amorroma
- Jowan Merckx: blokfluit, doedelzak, percussie
- Bert van Reeth: gitaar
- Vincent Noiret: contrabas

Zefiro Torna
- Els van Laethem: zang
- Jurgen de Bruyn: luit
- Liam Fennelly: viola da gamba, fiddle

Traces
- Philippe Laloy: sopraansaxofoon

gastmuzikante speelt mee op cd
- Rheidun Schlesinger: harp

## Discografie
- Moment in Time (2018)
- Merci, Jules (2014)
- Chants d'Amour et de Mort en Wallonië (2013)
- Carrousel (2011)
- La-bas dans ces Vallons (2010)
- Les Tisserands (2006)
- Balance (2005) ook met dvd
- Carduelis (2003)
- Op Voyage (2000)